# Semaine 8
D'après la norme ISO 8601, une semaine débute un lundi et s'achève un dimanche, et une semaine dépend d'une année lorsqu'elle place une majorité de ses sept jours dans l'année en question, soit au moins quatre. Dès lors, la semaine 8 est la semaine du huitième jeudi de l'année.  Ce faisant, elle suit la semaine 7 et précède la semaine 9 de la même année.
Elle commence au plus tôt le 16e jour du mois de février et au plus tard le 22e jour de ce même mois, une journée qu'elle contient systématiquement. En effet, elle se termine au plus tôt le 22 février et au plus tard le 28. Dans ce contexte, la semaine 8 est toujours la semaine du 22 février.

## Notations normalisées
La semaine 8 dans son ensemble est notée sous la forme W08 pour abréger.
| Jour de la semaine 8 | Notation |
| -------------------- | -------- |
| Lundi                | W08-1    |
| Mardi                | W08-2    |
| Mercredi             | W08-3    |
| Jeudi                | W08-4    |
| Vendredi             | W08-5    |
| Samedi               | W08-6    |
| Dimanche             | W08-7    |

## Cas de figure
| Cas | Le huitième jeudi de l'année tombe… | Le 1er janvier est… | L'année est une année… | La semaine 8 débute… | La semaine 8 s'achève… | Premier cas après 2008 |
| --- | ----------------------------------- | ------------------- | ---------------------- | -------------------- | ---------------------- | ---------------------- |
| 1   | Le 19 février                       | Un jeudi            | D ou DC                | Le lundi 16 février  | Le dimanche 22 février | 2009                   |
| 2   | Le 20 février                       | Un mercredi         | E ou ED                | Le lundi 17 février  | Le dimanche 23 février | 2014                   |
| 3   | Le 21 février                       | Un mardi            | F ou FE                | Le lundi 18 février  | Le dimanche 24 février | 2008                   |
| 4   | Le 22 février                       | Un lundi            | G ou GF                | Le lundi 19 février  | Le dimanche 25 février | 2018                   |
| 5   | Le 23 février                       | Un dimanche         | A ou AG                | Le lundi 20 février  | Le dimanche 26 février | 2012                   |
| 6   | Le 24 février                       | Un samedi           | B ou BA                | Le lundi 21 février  | Le dimanche 27 février | 2011                   |
| 7   | Le 25 février                       | Un vendredi         | C ou CB                | Le lundi 22 février  | Le dimanche 28 février | 2010                   |

1. 1 2 3  Dans ce cas précis, l'année compte une semaine 53.